# Göran Werner
Göran Werner, född 21 augusti 1965, är en svensk låtskrivare och producent från Borås.

## Biografi
Göran Werner tävlade i Melodifestivalen 2013 med bidraget "Falling" framfört av bandet State of Drama skriven av Göran Werner, Sebastian Hallifax, James Hallifax, Emil Gullhamn och Sanken Sandqvist. "Falling" gick direkt till final i Skellefteå och i finalen slutade bidraget på nionde plats med 68 poäng.
Werner deltog också i Melodifestivalen 2016 med bidraget "Ain't no good" framfört av Mimi Werner, men blev utslagen i första deltävlingen.
Werner har jobbat med artister som Carola Häggkvist, Erik Grönwall, State of Drama, Jill Johnson, Jette Torp, Mimi Werner med flera.

### Familj
Göran Werner är far till Mimi Werner samt bror till Håkan Werner.